# إدمون تويما
يوسف إدمون سليم تويما (10 ديسمبر 1897 - 5 أغسطس 1975)، ممثل مصري من أصل لبناني. عمل مدرسا في المدارس الفرنسية بالقاهرة، وعمل بالإدارة المسرحية، قام بتأليف المسرحيات وترجمتها، وعمل في مسرح جورج أبيض، واقتبس الكثير من الأفلام.
أدى أدوار الخواجة في الأفلام المصرية
اسمه الحقيقى يوسف ادمون سليم تويما الذي اشتهر بتمثيل الجواهرجى اوالخواجة الذي يتكلم العربية بلكنة أجنبية.
و هو من أسرة لبنانية كانت تقيم في مصر، إذ كان والده سليم تويما موظفاً في الحكومة المصرية، وابنه يوسف إدمون قد ولد في مصر أثناء إقامة أبيه في القاهرة، حيث كان يقطن في ميدان رمسيس.
وقد تلقى إدمون تويما دراسته في المدارس الفرنسية، وأجاد اللغة الفرنسية إجادة تامة كواحد من أبنائها، إلى درجة أنها أثرت في لغته العربية كتابةً وقراءةً ونطقاً، فكان يكتب أدواره العربية باللغة الفرنسية، ثم يلقيها بتلك اللكنة الأجنبية التي اشتهر بها في المسرح والسينما.
كانت ادواره المسرحية في أيام الشباب تتفق مع شخصيته الطبيعية في الحياة، من حيث المظهر والأداء، الذين يوحيان بأنه شاب أجنبي، لكنه بدأ حياته في فرقة رمسيس بالعمل في الإدارة المسرحية خلف الكواليس مع اثنين من مديري المسرح الرواد هما محمد حجازي وعلي هلالي.
ولما كانت سياسة فرقة رمسيس تقوم على تقديم روائع المسرح العالمي بجانب المسرح العربي، فقد كوّن عميدها الدكتور يوسف وهبي لجنة للقراءة، أطلق عليها اسم لجنة التأليف والترجمة للاطلاع على ما يقدم إليها من مؤلفات أو مترجمات، بجانب الاطلاع على المسرحيات العالمية في أصولها الأجنبية، خصوصا ما كان ينشر منها في مجلة الليستراسيون الفرنسية، وكان من بين أعضاء هذه اللجنة ثلاثة من الذين كانوا يجيدون اللغة الفرنسية في ذلك الوقت، وهم عزيز عيد وفتوح نشاطي وإدمون تويما.
ولم يكن دور إدمون تويما قاصرا على قراءة ما يقدم إليه من المسرحيات ليقوم بترشيحها للترجمة أو التمصير أو الاقتباس، بل كان كثير الرحلات إلى باريس لمشاهدة العروض المسرحية الجديدة التي تقدم على مسارحها خصوصا المسرح التجاري الذي كان يقدم الكوميديات والفودفيليات، ويعود من كل رحلة وهو يحمل في حقيبته النصوص المسرحية، لتقدم على مسارحنا باللغة العربية.
وقد ظل إدمون تويما يعمل في فرقة رمسيس، إلى أن أنشئت الفرقة القومية عام 1935 فالتحق بها منذ ذلك التاريخ في قسم الترجمة حيث كان يقوم بمراجعة المسرحيات الفرنسية المترجمة على أصولها الأجنبية.
ولما قام الدكتور زكي طليمات في عام 1944 بترجمة مسرحية «الوطن» للكاتب الفرنسي فيكتوريان ساردو، قام إدمون تويما بمراجعتها أيضا على الأصل الفرنسي، وأصبح شريكا في ترجمة هذه المسرحية التي قدمت في ذلك التاريخ على مسرح دار الأوبرا من إخراج زكي طليمات.
ولم يكن أثر إدمون تويما في السينما يقل عن أثره في المسرح، إذ كان يعتبر مرجعا للسينمائيين في اقتباس وتمصير الروايات الاجنبية، عن طريق مكتبته الخاصة الزاخرة بالكثير من تراث المسرح العربي والعالمي.
وفي أثناء ذلك الوقت ساعدته ثقافته وسعة اطلاعه على الأدب العالمي على تأليف قصة فيلم «نشيد الأمل» إخراج أحمد بدرخان عام 1937، وهو أول فيلم عصري قامت ببطولته أم كلثوم بعد فيلمها الأول التاريخي «وداد» عام 1936.
.
ومن المفارقات العجيبة أن تجسيده لدور مدرس اللغة الفرنسية في فيلم نادية عام 1969، كان هو دوره في الحياة بجانب عمله الأدبي والفني، لأنه كان يقوم بتدريس اللغة الفرنسية، لكثير من كبار الفنانين والفنانات والشخصيات المعروفة من أهل الفن، فكنت تراه في أيامه الأخيرة، وهو على أبواب الثمانين يتأبط كتبه، ليقدم الدروس الخصوصية في اللغة الفرنسية، لنخبة مختارة من تلاميذه الكبار والصغار.
فقد خدم هذا الرائد اللغة الفرنسية بجانب الخدمات التي قدمها للمسرح المصري والسينما المصرية ثم التلفزيون خلال أكثر من نصف قرن من الزمان.

## فيلموجرافيا

### التمثيل
الخمسه جنيه 
- نادية (1969)
- مراتى مجنونة.مجنونة. مجنونة (1968)
- النصف الآخر (1967)
- زوج في اجازة (1964)
- الأيدي الناعمة (1963)
- المتمردة (1963)
- ألمظ وعبده الحامولي (1962)
- الترجمان (1961)
- قلب في الظلام (1960)
- دعاء الكروان (1959)
- العتبة الخضراء (1959)
- رحلة إلى القمر (1959)
- شارع الحب (1958)
- النمرود (1956)
- بحبوح أفندي (1954)
- مغامرات إسماعيل يس (1954)
- بنات حواء (1954)
- ظلموني الحبايب ( 1953 )
- من أين لك هذا (1952)
- الحب في خطر (1951)
- البطل (1950)
- شاطئ الغرام (1950)
- سر الأميرة (1949)
- هارب من السجن (1948)
- بلبل أفندي (1948)
- نرجس (1948)
- الماضي المجهول (1946)
- كازينو اللطافة (1945)
- كدب في كدب (1944)
- حنان (1944)
- على مسرح الحياة (1942)
- حياة الظلام (1940)
- خلف الحبايب (1939)
- ياقوت (1934)
- حكاية حب (1959)

### الإنتاج
- الغائبة (1955)
- نهاية قصة (1951)

### التأليف
- نشيد الأمل (1937)

### الإخراج
- كله إلا كده (1936)

## روابط خارجية
- إدمون تويما على موقع IMDb (الإنجليزية)
- إدمون تويما على موقع الدهليز
- إدمون تويما على موقع قاعدة بيانات الأفلام العربية
- إدمون تويما على موقع قاعدة بيانات الفيلم (الإنجليزية)